# Kupnoor, Chincholi
Kupnoor là một làng thuộc tehsil Chincholi, huyện Gulbarga, bang Karnataka, Ấn Độ.